# Premis Ondas 1986
Els Premis Ondas 1986 van ser la trenta-tresena edició dels Premis Ondas, atorgats el 1986. Foren els primers premis atorgats després de la fusió amb el Grupo Prisa. En aquesta edició es diferencien les categories: Premis Nacionals de ràdio o televisió, internacionals i iberoamericans de ràdio i internacionals de televisió.

## Nacionals de ràdio
- Magín González Rubio, Magín Revillo de RNE
- Marcelino Rodríguez de Castro de Radio Minuto
- Equip realitzador del programa Especial "Referèndum OTAN" de la cadena SER.
- José María García d'Antena 3
- Serveis Informatius de Radio Pontevedra

## Nacionals de televisió
- La bola de cristal de TVE
- Manuel Romero Canela, cap del grup operatiu de la UER
- Àngel Casas, Pel programa Àngel Casas Show de TV3
- Mercedes Milá, Pel programa Jueves a Jueves de TVE
- Joaquim Maria Puyal, pel programa Vostè jutja de TV3

## Internacionals de ràdio
- Dodsejleren: Libanon, DR (Dinamarca)
- Brunch, UKIB/Capital Radio
- Pido la palabra, cadena SER
- Recha Freier, ARD/SFB
- Protagonistas, Cadena COPE

## Internacionals de televisió
- Informe semanal, Colombia bajo el volcán, TVE
- Vinger aan de Pols: Beenmergtransplantatie Anjo, NOS/AVRO
- Otros Pueblos: Piel de toro, TVE
- Sexy Folies, Antenne 2
- Tenda dos Milagres, TVG

## Hispanoamericans de ràdio i televisió
- Héctor Ponsdoménech, Venevisión de Venezuela
- Raúl Salmón, Radio Nueva América de Bolivia
- RCN Radio Cadena Nacional de Colombia
- Cámara Nacional de la Industria de Radio y Televisión de Mèxic